# 楊筱薇
楊筱薇，台灣作家、國外教師。出生於高雄市鳳山區協和新村。

## 經歷
楊筱薇畢業於英國德蒙福特大学藝術教育碩士。畢業後在華德福小學擔任教育訓練客座講師，並在莱彻斯特成人学习中心及德蒙福特大学擔任語言師資訓練和藝術教育課程講師，2004~2012年在The Door另類教育中心，教導12~21歲，以英語為第二母語的青少年。
- 2007年，獲得Literacy Assistance Center的教育認同獎；
- 2010年，獲紐約時報特別表揚ESOL英文教師獎。https://www.businesswire.com/news/home/20100316006615/en/New-York-Times-Announces-ESOL-Teacher-Year?fbclid=IwAR3Tbtqm7GZpsaxKc3EPQxhm_2K3edwbhPqqjtbrZmj-uH48D9LFjz6OYa8 （页面存档备份，存于）

## 著作
- 2011年《當自己最棒的英文老師》（ISBN 978-986-17919-6-8）。
- 2014年《環遊世界的英語課》（ISBN 978-986-17930-2-3）。

## 外部連結
- 英文快閃教學 第一堂 自己做課本 （页面存档备份，存于）
- 街頭「快閃」英文教室　40分鐘限時開課 （页面存档备份，存于）
- 英文，讓我脫掉隱形斗篷 （页面存档备份，存于）
- 另類台灣教師 楊筱薇 情境式教學， 到大街上學英文 （页面存档备份，存于）
- 痞客邦PIXNET （页面存档备份，存于）
- 博客來OKAPI （页面存档备份，存于）
- 遠見雜誌 （页面存档备份，存于）
- 火車上的英文外賣 （页面存档备份，存于）
- 蕃薯藤新聞 （页面存档备份，存于）